# Хейккинен, Аки
Аки Илари Хейккинен (фин. Aki Ilari Heikkinen; род. 24 февраля 1980, Виеремя, Куопио) — финский легкоатлет, специалист по многоборьям. Выступал за сборную Финляндии по лёгкой атлетике в конце 1990-х — начале 2000-х годов, чемпион мира и Европы среди юниоров, серебряный призёр Кубка Европы в командном зачёте, победитель и призёр первенств национального значения, участник летних Олимпийских игр в Сиднее.

## Биография
Аки Хейккинен родился 24 февраля 1980 года в общине Виеремя провинции Северное Саво.
Занимался лёгкой атлетикой в городе Эспоо, проходил подготовку в местном клубе Espoon Tapiot.
Впервые заявил о себе на международной арене в сезоне 1998 года, когда вошёл в состав финской национальной сборной и выступил на юниорском мировом первенстве в Анси, где одержал победу в программе десятиборья.
В 1999 году занял 14-е место на крупном международном турнире Hypo-Meeting в Австрии, победил на юниорском европейском первенстве в Риге, побывал на чемпионате мира в Севилье, где показал в десятиборье 15-й результат.
В 2000 году занял 17-е место на Hypo-Meeting, на домашнем Кубке Европы по легкоатлетическим многоборьям в Оулу стал четвёртым и пятым в личном и командном зачётах соответственно, тогда как на соревнованиях в Лахти установил свой личный рекорд в десятиборье — 8188 очков. Благодаря череде удачных выступлений удостоился права защищать честь страны на летних Олимпийских играх в Сиднее, но провалил здесь все попытки в прыжках в длину и без результата досрочно завершил выступление.
После сиднейской Олимпиады Хейккинен ещё в течение некоторого времени оставался в составе легкоатлетической команды Финляндии и продолжал принимать участие в крупнейших международных стартах. Так, в 2001 году он вновь стартовал на Hypo-Meeting, а в 2002 году отметился выступлением на Кубке Европы в Быдгоще, где помог своим соотечественникам стать серебряными призёрами в мужском командном зачёте.
В 2005 году в первый и единственный раз в карьере выиграл чемпионат Финляндии в десятиборье